# Spinvis
Spinvis er et enmandsprojekt af hollænderen Erik de Jong. Musik genren er indie og eksperimental rock. Med hans lo-fi-musik er Spinvis blevet en succes i sit hjemland.
Han har vundet to gyldne cd'er og spiller udsolgte tours i både Holland og Belgien.

## Diskografi
- Spinvis (2002)
- Dagen van gras, dagen van stro (2005)
- Ja! (2006)
- Goochelaars & Geesten (2007)
- Ritmebox (2008)
- To Ziens, Justine Keller (2011)

| Musik | Spire Denne musikartikel er en spire som bør udbygges. Du er velkommen til at hjælpe Wikipedia ved at udvide den. |